# Cratere Faiga
Faiga  è un cratere sulla superficie di Venere.